# 德罗奈
德罗奈（法語：Drosnay，法語發音：[dʁonɛ]）是法国马恩省的一个市镇，属于维特里勒弗朗索瓦区。

## 地理
德罗奈（48°34'28"N, 4°36'48"E）面积18.62 平方千米，位于法国大東部大區马恩省，该省份为法国东北部内陆省份，北起阿登省，西北接埃纳省，西南接塞纳-马恩省，南至奥布省，东南接上马恩省，东临默兹省。
与德罗奈接壤的市镇（或旧市镇、城区）包括：日尼-比西、布朗东维莱尔、马尔热里-昂库尔、乌蒂讷、圣雷米昂布兹蒙-圣热内和伊松。

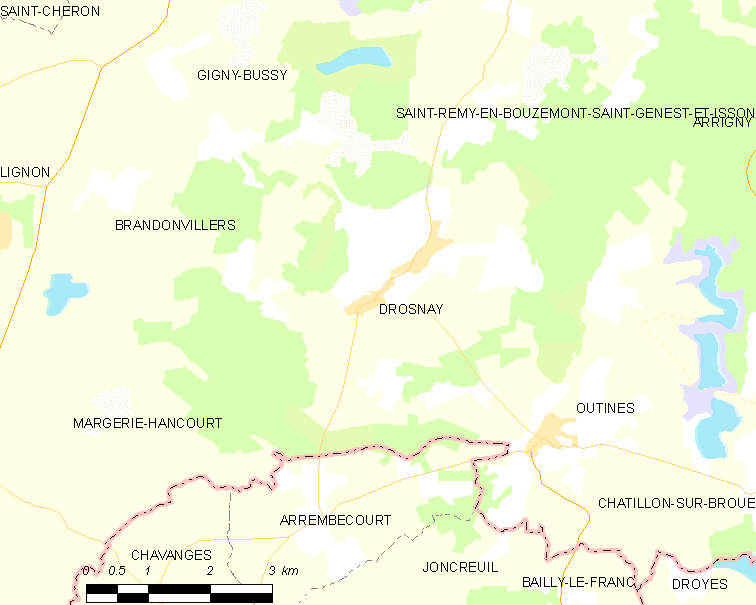
德罗奈的OSM定位图

德罗奈的时区为UTC+01:00、UTC+02:00（夏令时）。

## 行政
德罗奈的邮政编码为51290，INSEE市镇编码为51219。

## 政治
德罗奈所属的省级选区为塞迈兹莱班县。

## 人口

1962-2008年间德罗奈人口变化图示

德罗奈于2022年1月1日时的人口数量为195人。